# 양팽손
양팽손(梁彭孫, 1488년(성종 19년) ~ 1545년(인종 1년))은 조선 전기의 문신, 학자, 화가이다. 본관은 제주(濟州). 자는 대춘(大春), 호는 학포(學圃)이다.

## 생애
1510년(중종 5) 조광조(趙光祖)와 함께 생원시에 합격하고, 1516년 식년 문과에 갑과로 급제했다. 현량과(賢良科)에 발탁되어 정언(正言)·전랑·수찬(修撰)·교리(校理) 등의 관직을 역임했으며, 호당(湖堂)에 뽑혀 사가독서(賜暇讀書)하기도 하였다. 정언으로 재직할 때 이성언(李誠言)을 탄핵한 일로 인해 대신들의 의계(議啓)로써 직책이 갈렸지만, 조광조·김정(金淨) 등 신진 사류들로부터는 언론을 보호한 인물로 평가받기도 하였다.
1519년 10월 기묘사화가 일어나자, 조광조·김정 등을 위해 소두(疏頭)로서 항소하였다. 이 일로 인해 삭직되어 고향인 전라도 능주(綾州)로 돌아와 중조산(中條山) 아래 쌍봉리(雙鳳里)에 작은 집을 지어 학포당(學圃堂)이라 이름하고 독서로 소일하였다. 이 무렵 기준(奇遵)·박세희(朴世熹)·최산두(崔山斗) 등의 기묘명현들과 친교를 맺었다. 특히, 능주로 유배되어온 조광조와는 매일 경론을 탐구하며 지냈다. 1544년 용담현령(龍潭縣令)를 지냈다.
글씨와 산수화에 뛰어났는데 그의 산수화는 중종 때의 산수화풍을 대표했을 것으로 추측된다. 그의 작품으로 국립중앙박물관 소장의 <산수도>(山水圖)가 있는데 묘사가 정확하고 필치가 고답한 북종화풍의 회화로 알려진다. 개인 소장의 <춘강계칙도>도 그의 작품으로 전해지며, 한편 일본 히로시마현(廣島縣)의 다이겐사(大願寺)에 있는 <소상팔경>(瀟湘八景)도 그의 필법과 매우 흡사하여 주목된다. 조광조가 그의 친구였다. 조광조가 기묘사화로 화를 당하자 묘를 이장해주었다. 조광조 사후 관직에 나가지 않았다.